# Iwal Tanah
芳美阿嬤（1931年—2023年5月10日），漢名蔡芳美，臺灣太魯閣族原住民，已知59位臺籍慰安婦最後一位逝世者。出生於南投荷歌社（今春陽）。父親為霧社事件日軍大屠殺受害者。13歲時，因繼父與母親前往花蓮縣秀林鄉佳民地區投靠親戚，但被日軍大山部隊誘拐成為慰安婦。

## 生平
- 1931年，出生在南投荷歌社（今春陽）。父親因參加霧社事件受難，後與體弱多病母親照顧弟妹。
- 1938年，8歲進入學校，遭日本籍教師嚴厲對待，額外要她到宿舍幫忙照顧小孩，卻不給她飯吃。但她仍努力學習，曾拿全班日語最高分。
- 1943年，13歲時，母親因妹妹不幸夭折，悲傷過度去世，臨終前交代她到花蓮投靠阿姨。同年與一太魯閣族青年 (吳姓) 結婚，但不久丈夫就被徵招到南洋作戰。
- 1943年，一日被部落警察要求她與鄰近婦女到秀林鄉佳民地區的大山部隊協助洗衣、煮飯。工作3個月後的某一晚，日警突然告訴她們工作時間延長到晚上10點，還誘騙她到1個山洞中工作，慘遭日本軍人強暴。

1. ↑  . 苦勞網. 2021-01-28  [2023-07-16]. （原始内容存档于2023-07-22） （中文（繁體））.
2. ↑  . 中央社. 2017-08-03  [2023-07-16]. （原始内容存档于2023-07-16） （中文（臺灣））.
3. ↑  . 聯合新聞網.   [2023-07-16]. （原始内容存档于2023-07-16） （中文（臺灣））.
4. ↑  . 風傳媒. 2023-05-22  [2023-07-16]. （原始内容存档于2023-07-16） （中文（臺灣））.
5. ↑  . 鏡週刊. 2023-05-22  [2023-07-16]. （原始内容存档于2023-07-16） （中文（繁體））.
6. ↑  . 公視新聞. 2023-05-22  [2023-07-16]. （原始内容存档于2023-07-16） （中文（臺灣））.
7. ↑  婦女救援基金會. . 風傳媒. 2018-06-22  [2022-08-06]. （原始内容存档于2021-02-28） （中文（臺灣））.